# Mohammad Reza Pahlavi
|  | Per a altres significats, vegeu «Pahlavi (desambiguació)». |

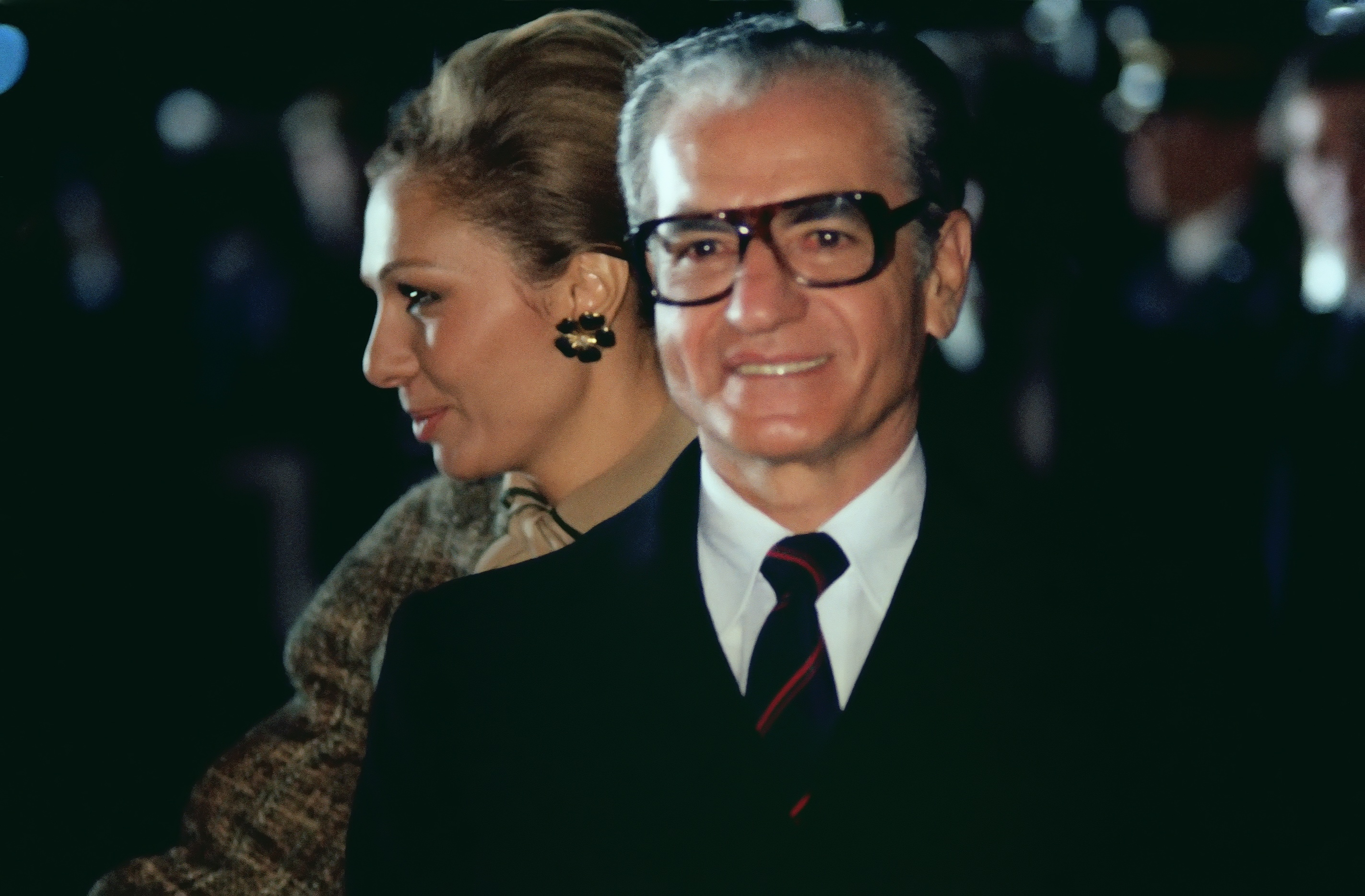
Emperadriu Farah -Mohammad Reza Pahlavi

Mohammad Reza Pahlavi (persa: محمدرضا پهلوی) (Teheran, 26 d'octubre de 1919 - el Caire, 27 de juliol de 1980) fou el darrer xa de l'Iran. Ostentava el tractament de Sa Majestat Imperial, i portava els títols tradicionals perses de xahanxà (‘rei dels reis’) i aryamehr (‘llum dels aris’), monarca de l'Iran, succeint al seu pare Reza I de l'Iran, des del 16 de setembre de 1941, fins a la Revolució islàmica de l'11 de febrer de 1979.
Musulmà laic, Mohammad Reza va anar perdent progressivament el suport dels clergues xiïtes iranians, així com de la classe obrera, a causa, en particular, de la seva forta política de modernització i secularització, el conflicte amb la classe mercantil tradicional coneguda com el bazaari, les relacions amb Israel i els problemes de corrupció que l'involucren a ell, la seva família i l'elit dirigent. Es van aprovar diverses altres polítiques controvertides, inclosa una prohibició del partit comunista Tudeh i una repressió contra els dissidents polítics per part del servei d'intel·ligència iranià Savak. Segons les estadístiques oficials, l'Iran tenia més de 2.200 presos polítics el 1978, una xifra que es va multiplicar ràpidament amb la revolució.
Diversos altres factors van contribuir a una forta oposició al Xa entre determinats grups dins de l'Iran, com ara el suport dels Estats Units i el Regne Unit al seu règim, els enfrontaments amb els fonamentalistes i l'augment de l'activitat comunista. El 1979, el malestar polític va culminar amb una revolució que, el 17 de gener, el va obligar a abandonar l'Iran. Poc després, la monarquia iraniana va ser abolida formalment i l'Iran va ser declarat república islàmica dirigida per Ruhol·lah Khomeini. Davant el risc de ser executat si tornava a l'Iran, Mohammad Reza va morir a l'exili a Egipte, on el president Ànwar el-Sadat li havia concedit asil polític. A causa del seu estatus com l'últim governant de facto de l'Iran, sovint se'l coneix simplement com «el xa». El seu fill gran, Reza Pahlavi, dirigeix actualment el Consell Nacional de l'Iran, un govern declarat a l'exili.

## Biografia
Nascut a Teheran, Mohammad Reza era el segon fill (primer fill) de Reza I de l'Iran i la seva segona dona, Tadj ol-Molouk.  No obstant això, com que el seu pare es va convertir en xa només el 1925, ell i els seus germans no van néixer a la reialesa.
Descrit com un nen feble i malaltís,  Mohammad Reza es va criar en un aïllament gairebé complet fins als sis anys, vivint només amb la seva mare, els seus germans, criats i antics oficials militars. Tanmateix, en ser investit com a príncep hereu, el seu pare va decidir que el futur monarca hauria de tenir una «educació més viril». Així, es va separar de la seva mare i les seves germanes, va començar a ser criat per una institutriu francesa i va estudiar en una escola especialment creada per acollir-lo, amb companys de classe «curosament seleccionats» entre nois d'elit.
Quan Mohammad Reza va fer 11 anys, Reza Sha, amb la intenció d'aïllar-lo de l'ambient paralitzant del tribunal, va acceptar la recomanació del seu cap de gabinet, Abdolhossein Teymourtash, d'enviar el jove a estudiar a Le Rosey Institute, un internat suís. Va ser el primer príncep iranià en línia al tron a estudiar a l'estranger, passant quatre anys a Suïssa. Va tornar a l'Iran l'any 1936 i va ingressar a l'acadèmia militar de Teheran, graduant-se dos anys més tard com a segon tinent d’infanteria i líder de la seva classe. Poc després, va ser nomenat pel seu pare com a inspector de les Forces Armades Imperials de l'Iran.

### Començament del regnat, deposició de Reza Shah

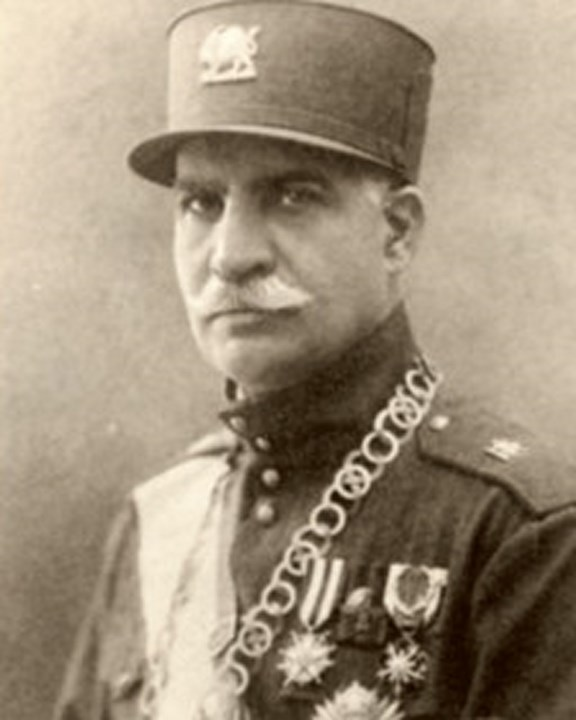
Foto oficial de Reza Shah en els seus últims anys

Durant moltes dècades, l'Iran i l'Imperi Alemany van mantenir llaços de cooperació, en part com a reacció a les ambicions del Regne Unit i l'Imperi Rus (i més tard, la Unió Soviètica) sobre la regió. Fins i tot quan els nazis van arribar al poder a Alemanya el 1933, el comerç entre els dos països no es va veure afectat seriosament. En canvi, la propaganda nazi de vegades esmentava i exaltava l'ascendència ària comuna entre les dues nacions.
Tot i que l'Iran havia declarat la seva neutralitat en una etapa inicial de la Segona Guerra Mundial i tenia poca afinitat amb les polítiques antisemites de l'Alemanya nazi,  els britànics van arribar a acusar el país de ser proalemany i partidari del nazisme. Aquesta postura sembla estar justificada per la importància estratègica que l'Iran va arribar a tenir per al govern britànic, que temia que la refineria d'Abadan (pertanyent a la Companyia Anglopersa de Petroli) pogués caure sota control alemany. Responsable de produir vuit milions de tones de petroli el 1940, la refineria va ser una part crucial de l'esforç de guerra aliat. 
A més, quan el 21 de juny de 1941 Alemanya va trencar unilateralment el Pacte Mólotov-Ribbentrop i va envair la Unió Soviètica —en el que es coneixeria com a Operació Barba-roja —, els aliats van començar a considerar l'anomenat Corredor Persa, format pel Ferrocarril Transiranià, com la forma més fàcil i segura de proveir als soviètics de subministraments Lend-Lease nord-americans. Els estrategs britànics i soviètics van reconèixer la importància de controlar aquest canal i, com a pretext per aconseguir aquest objectiu, van fer una sèrie de demandes a l'Iran —la principal era l'expulsió immediata de tots els ciutadans alemanys del seu territori., amenaçant el govern amb la possibilitat d'una acció militar i atacs per aire i terra. Malgrat que Reza Shah va acceptar les demandes, les forces britàniques i soviètiques van envair el territori iranià el 25 d'agost de 1941.
En aquest context, l'exprimer ministre Mohammad Ali Foroughi va tornar a l'escena política iraniana, un vell enemic de Reza Shah, que es convertiria en un dels principals responsables de la transició fluida entre regnats. Malalt i fora de la política des que va ser acomiadat l'any 1935,  Foroughi— «clarament pro-britànic i pro-americà», segons l'ambaixador nord-americà a Teheran, Louis G. Dreyfus, Jr. — va ser nomenat immediatament després de la invasió aliada, en un intent de Reza Shah de conservar el seu tron o almenys la continuïtat de la dinastia Pahlevi.  No obstant això, 21 dies després del seu nomenament, Reza Shah es va veure obligat a abdicar i marxar a l'exili. Mohammad Reza va jurar davant el Majlis l'endemà, el 17 de setembre de 1941. 
Alguns autors suggereixen que Foroughi va salvar la monarquia i la dinastia Pahlevi rebutjant la idea britànica de convertir-se en president d'una nova república iraniana. Per a altres, l'actuació del primer ministre va ser fonamental en l'abdicació de Reza Shah, en convèncer els britànics que la seva deposició era l'única solució als problemes del país. El fet, però, és que va tenir un paper central a l'hora d'arribar a un acord amb la Gran Bretanya i la Unió Soviètica que garantís la independència del país al final de la guerra, així com la retirada de les forces d'ocupació. Aquest acord va ser fonamental en la retirada soviètica el 1946. Sobre les diferències entre Foroughi i el seu pare, Mohammad Reza va confiar a l'ambaixador britànic que el primer ministre «no esperava que cap fill de Reza Shah pogués esdevenir un ésser humà civilitzat».
Tres dies després del seu accés al tron, el 19 de setembre de 1941, Mohammad Reza va decretar una amnistia general. Tots els perseguits políticament per Reza Shah van ser rehabilitats i la llei de 1935 que prohibia l'ús del hijab a les dones va ser derogada. Tot i que el jove monarca va prendre decisions populars, el ministre britànic va informar a Londres que «la recepció molt espontània que va rebre el jove xa en la seva primera aparició pública seria possiblement més de alleujament per la desaparició del seu pare que per l'afecte de la gent per ell».

### Nacionalització del petroli i cop d'estat de 1953
A principis de la dècada de 1950, la crisi política a l'Iran va dominar l'atenció dels líders polítics britànics i nord-americans. A les eleccions parlamentàries de 1951, el Front Nacional, una coalició de partits d'oposició a Mohammad Reza, va aconseguir la majoria al Majlis i el seu líder Mohammed Mossadeq, compromès amb la nacionalització de la indústria petroliera iraniana (controlada en aquell moment per Anglo). -American Iranian Oil Company), va ser nomenat primer ministre. Sota el seu lideratge, el moviment nacionalista al parlament va aprovar per unanimitat la llei de nacionalització, posant fi a les activitats de la lucrativa AIOC, que havia estat un pilar de la influència econòmica i política britànica a la regió.
Al començament de la disputa, l'Iran va gaudir de la simpatia política de l'administració nord-americana de Harry S. Truman, contrari a les demandes britàniques.
Mohammed Mossadeq, enderrocat en un cop d'estat patrocinat pels Estats Units i el Regne Unit, que finalment va fer tornar les companyies petrolieres estrangeres.
Després de la desaparició de Mossadeq i l'arraconament del nacionalisme iranià, el xa va assumir el control del país, i es va acabar transformant en un monarca dictador de vida sumptuosa, sostingut per una de les policies polítiques més poderoses del món.
Contribuïa al seu poder la posició geoestratègica de l'Iran, que va portar els estatunidencs a convertir el país en un ferm aliat i en la primera línia de defensa davant la possibilitat d'un atac soviètic cap a l'Índic.
A conseqüència d'això, durant els anys seixanta, l'Iran va rebre el material més modern en quantitats massives. La crisi petroliera del 1973, quan el preu de venda del barril de cru va pujar espectacularment, va provocar un enorme flux de dòlars cap als països productors, entre ells l'Iran, que era el segon productor del món, després de l'Aràbia Saudita.

### Intents d'assassinat

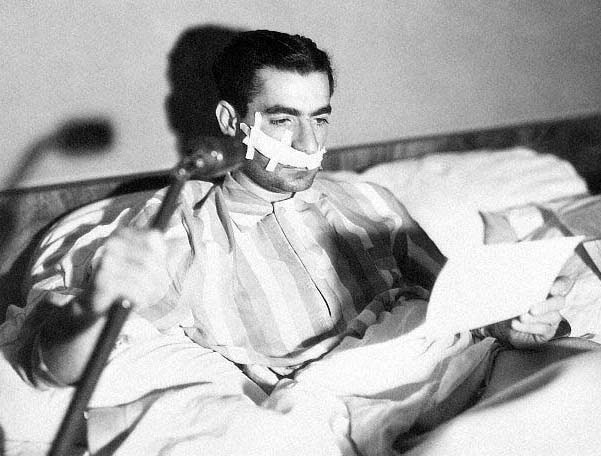
Mohammad Reza a l'hospital després de l'intent d'assassinat fallit contra ell el 1949

Mohammad Reza Pahlavi ha estat l'objectiu d'almenys dos intents d'assassinat infructuosos. El 4 de febrer de 1949 va participar en una cerimònia anual de commemoració de la fundació de la Universitat de Teheran. A la cerimònia, Fakhr-Arai li va disparar cinc trets des d'una distància de 10 metres. Només un dels trets va colpejar el rei, pastant-li la galta. Fakhr-Arai va ser disparat immediatament pels agents de policia propers. Després d'una investigació, es va pensar que Fakhr-Arai era membre del Partit Tudeh, que va ser prohibit. Tanmateix, hi ha proves que el suposat assassí no era membre dels Tudeh, sinó un membre fonamentalista religiós de la societat secreta Feda'iyan-e Islam. El Tudeh, però, va ser declarat culpable i perseguit.
El segon atemptat contra la vida del xa va tenir lloc el 10 d'abril de 1965. Un soldat va disparar en la seva direcció, al Palau de Marbre. L'assassí va ser assassinat abans d'arribar a les cambres reials. Dos guàrdies civils van morir protegint el Xa.
Segons Vladimir Kuzichkin, un antic oficial de la KGB que va desertar a l'MI6, el Xa també va ser suposadament un objectiu de la Unió Soviètica, que va intentar utilitzar un comandament a distància de TV per detonar una bomba al Volkswagen Escarabat. El comandament del televisor no funcionava. Un desertor romanès d'alt rang, Ion Mihai Pacepa, també va donar suport a aquesta afirmació, afirmant que havia estat l'objectiu de diversos intents d'assassinat per part d'agents soviètics durant molts anys.
El 27 de juliol de 1967 se li va concedir el Gran Collar de l'Orde de l'Infant Dom Henrique de Portugal.

### Final del regnat
L'Iran va celebrar el 2500 anys de monarquia contínua des de la fundació de l'Imperi Aquemènida per Cir II el Gran durant el seu regnat. En aquesta època també va canviar el calendari iranià de l'Hègira al començament de l'Imperi Persa, establert des de la coronació de Cir el Gran.
Com a governant, va iniciar la Revolució Blanca, una sèrie de reformes econòmiques, socials i polítiques amb la intenció declarada de transformar l'Iran en una potència global, modernitzar la nació i privatitzar determinades indústries i atorgar el dret de vot a les dones.
Mohammed Reza s'havia decantat per un estat occidentalitzat i laic, que tenia com a model la veïna Turquia de Kemal Atatürk. En el cas iranià, aquesta línia política venia afavorida pels contactes cada vegada més estrets amb els països occidentals, als quals l'Iran venia quantitats creixents de petroli. D'altra banda, això feia que el país acabés caient en un estat de dependència semicolonial.
En aquest context, es va produir a l'Iran el 1979 la revolució islàmica, tot i ser un país que ni tan sols era àrab i on la variant musulmana predominant tampoc era sunnita, com en la majoria dels països musulmans, sinó xiïta. L'aiatol·là Ruhol·lah Khomeini (آیت‌الله روح‌الله خمینی en persa), clergue xiïta iranià, fou el dirigent espiritual de la revolució que enderrocà la monarquia de Mohammad Reza Pahlavi, el darrer xa de l'Iran.